# Tigeaux
Tigeaux település Franciaországban, Seine-et-Marne megyében. Lakosainak száma 399 fő (2022. január 1.). Tigeaux Crécy-la-Chapelle, Dammartin-sur-Tigeaux, Guérard és Voulangis községekkel határos.

## Népesség
A település népessége az elmúlt években az alábbi módon változott:
| Lakosok száma | 378  | 378  | 383  | 381  | 383  | 381  | 378  | 376  | 399  |
|               | 2013 | 2015 | 2016 | 2017 | 2018 | 2019 | 2020 | 2021 | 2022 |